# All the Way (brano musicale)
All the Way è un brano musicale composto da Jimmy Van Heusen (musica) e Sammy Cahn (testo) nel 1950, reso celebre da Frank Sinatra nel 1957, e successivamente reinterpretato da numerosi altri artisti. È considerato uno standard della musica jazz.
Nel 1958 All the Way ha vinto il premio Oscar alla migliore canzone.

## Il brano
La canzone, nella versione di Sinatra, venne inclusa nella colonna sonora del film Il jolly è impazzito. Pubblicata su singolo, All the Way raggiunse la 15ª posizione nella classifica statunitense di Billboard, e la terza nella UK Singles Chart britannica.

## Cover
- Neil Sedaka nell'album Circulate (1961).
- Marty Robbins nell'album Marty After Midnight (1962).
- Sam Cooke nell'album Mr. Soul (1963).
- Bing Crosby (1957)[3]
- Lee Morgan in versione strumentale nell'album Candy, pubblicato nel novembre 1958.
- Billie Holiday incise una versione della canzone nel marzo 1959, quattro mesi prima di morire, poi inclusa nell'album postumo Last Recordings.
- Mina in italiano con il titolo Si, amor eseguì la canzone a Canzonissima 1968.
- James Brown & Dee Felice Trio nell'album Gettin' Down to It (1969).[4]
- Glen Campbell nell'album Try a Little Kindness (1970).
- Céline Dion dal vivo nel periodo 1998-1999 durante il suo "Let's Talk About Love World Tour". Inoltre, registrò una versione di All the Way in "duetto" con Sinatra (utilizzando la sua traccia vocale dell'incisione 1963 per la Reprise) inclusa nella compilation All the Way… A Decade of Song (1999).
- Lou Rawls nell'album Unmistakably Lou (1977).
- Jimmy Scott nell'album All the Way (1992).
- Joe Lovano nell'album Celebrating Sinatra (1996).
- James Darren
- Harry Connick Jr. nell'album Your Songs (2009).
- Laura Dickinson
- Bobby Darin
- Iva Davies
- Bob Dylan in versione valzer country nell'album Fallen Angels (2016).[5]